# Zeche Plaetzgesbank

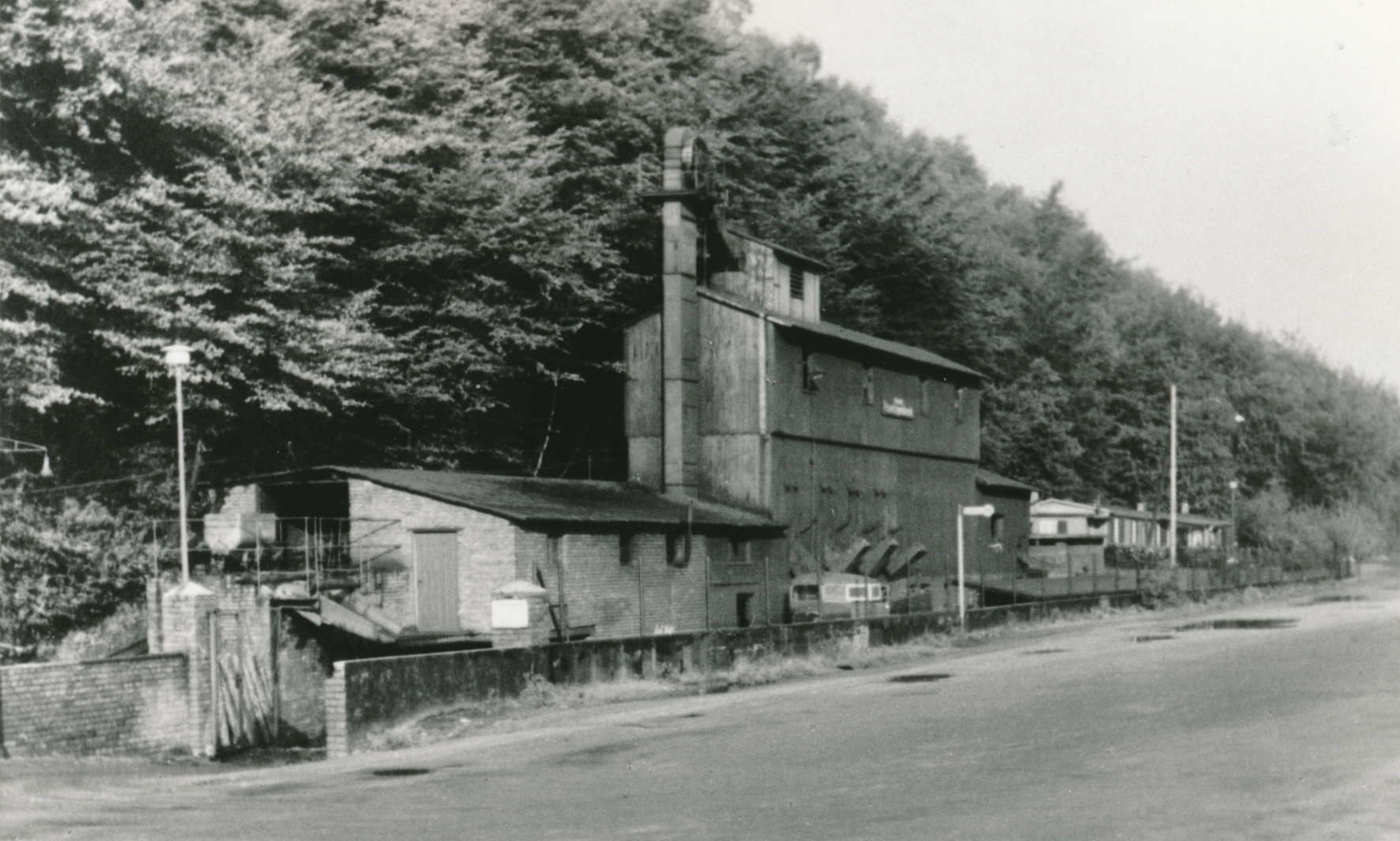
Die ehemalige Kleinzeche Plaetzgesbank in Essen-Heisingen, Anfang der 1950er Jahre

Die Zeche Plaetzgesbank, auch bezeichnet als: Plätzgesbank, Plätzkesbank, Plätgesbank (vermutlich identisch mit Raetzgesbank), war ein Steinkohlen-Bergwerk im Essener Stadtteil Heisingen, nördlich der Ruhr, direkt gegenüber der Zeche Heinrich (deren Fördergerüst ist Teil der „Route Industriekultur“) gelegen.

## Daten und Fakten
Im Jahre 1777 fand die Ausstellung des Schürfscheins statt, der dem Inhaber allgemein das Aufsuchen von Lagerstätten bzw. Erzgängen erlaubte. Daraufhin erfolgte 1781 die Konzessionserteilung sowie der Abbaubeginn. 1802 erfolgte die Berechtsamsanmeldung, die das Nutzungsrecht an bestimmten Grubenfeldern erteilte.
Der Bergbau wurde 1815 in Fristen gesetzt (d. h. der Bergbau wurde zeitweise außer Betrieb genommen) und nach Aufschluss 1816 einer neu angesetzten Strecke erfolgte die erneute Inbetriebnahme, bis 1822 der Bergbau wieder bis 1827 außer Betrieb genommen wurde. Danach erfolgte die Auffahrung, mit dem Erstellen eines horizontalen oder geneigten Grubenbaus, sowie der Tagetrieb mit dem erneuten Abbau. 1834 wurde der Abbau der Tagetriebe 2 und 3 in Betrieb genommen. 1837 bis 1838 wurde der Bergbau wieder zeitweise außer Betrieb genommen und war 1844 wieder außer Betrieb. Die erneute Inbetriebnahme erfolgte 1886, jedoch mit einer nur kurze Betriebsdauer. 1922 wurde der Bergbau erneut in Betrieb genommen und es wurden neue Stollen aufgefahrt.
1923 wurden die Arbeiten wegen der Besetzung durch französische Soldaten eingestellt. Daraufhin erfolgten 1924 bis 1926 Erhaltungsarbeiten und Bewachung. Im Jahr danach wurde der Bergbau stillgelegt.
Die Neugründung mit Förderschacht und Wetterstollen erfolgte im Jahr 1933. 1956 gab es Anträge auf Verlängerung der Gültigkeitsdauer, mit der Ausnahme der Verlängerung der Genehmigung zum Schießen von Stufe 2. Daraufhin wurde die Abbaugenehmigung verlängert und der Betriebsplan nachgetragen. 1957 wurden Anträge auf Verlängerung der Genehmigung zum Schießen (Stufe 2), der Aufliegezeit des Förderseils, der Gültigkeitsdauer des Jahresbetriebsplanes und der Verlängerung der Aufliegezeit des Förderseils angefragt. 1958 wurden Mängel bei der Befahrung der Streben in Flöz Kreftenscheer 2 festgestellt. Danach erfolgte der Abbau von Restpfeilern in Flöz Kreftenscheer 2, die Weiterverlängerung der Aufliegezeit des Förderseils, der Betriebsplannachtrag, die Verfüllung der Tagesausgänge und die Fördereinstellung. 1959 wurde der Bergbau erneut stillgelegt.
1960 wurde die Ruhrknappschaft Rechtsnachfolger der Zeche Plaetzgesbank. 1964 erfolgte die Rückzahlung der restlichen Sicherheit an Fa. H. Dickerhoff, Haltern.

## Kurzbeschreibung
- Neugründung: 1933
- Inhaber: Gewerkschaft Plaetzgesbank
- Leitung: Heinrich Dickerhoff, Haltern in Westfalen, Birkenstraße 20
- Sitz: Essen-Heisingen, Wuppertaler Straße 178
- Bergamt: Essen 1, Flachsmarkt 2
- Landesoberbergamt Dortmund
- Bahnstationen für Stückgut und Waggonladungen: Essen-Kupferdreh, -Rellinghausen und -Rüttenscheid
- Berechtsame: 289200 m²
- Abbau: Förderschacht, Wetterstollen
- Flöze: Geitling, Mausegatt und Kreftenscheer 2
- Mächtigkeit: 106 cm, 100 cm, 40 cm
- Kohlenart: Magerkohle, Anthrazitkohle
- Lagerung: Flach einfallend bis 25º, bis 28 º = 100%
- Baufeld: 975 m streichende Länge, 500 m querschlägige Ausrichtung, 40 m streichende Länge / 20 m flache Abbauhöhe
- Maximale Förderung: Jahr: 1954, Menge: 27543 Tonnen, Beschäftigte: 84
- Betriebsende: 1959
- Nachfolge: Keine
- Markscheider: J. Oertgen, Essen
- Letzter Betriebsführer: Josef Abst, Holzwickede
- Jetziger Zustand: Direkt oberhalb einer Pinge sind noch Reste einer Ziegelmauerung, vermutlich der des Förderschachtes, vorhanden.

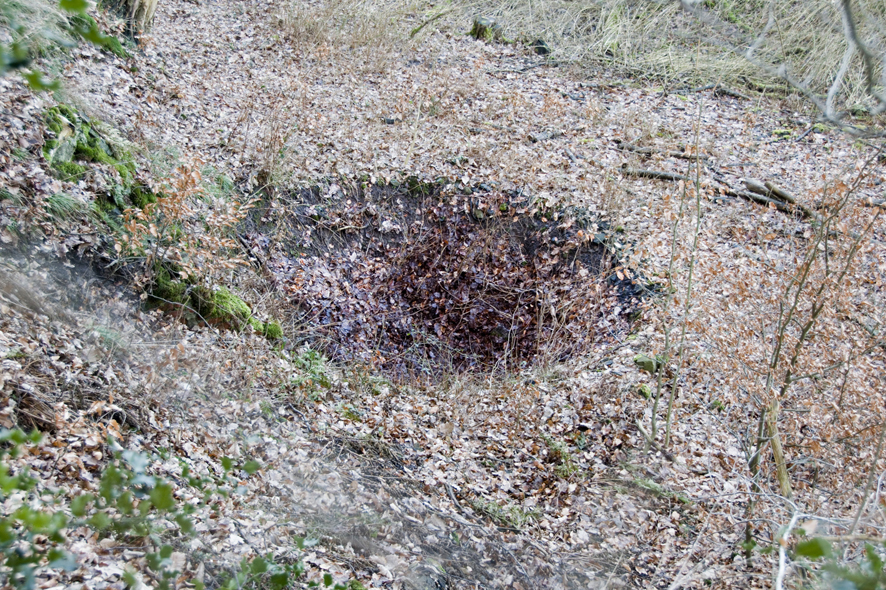
Die ungefähr 150 cm tiefe und 200 cm breite Pinge, direkt unterhalb der Ziegelmauerung, vermutlich die Schachtausmauerung, auf dem ehemaligen Betriebsgelände der Kleinzeche Plaetzgesbank, in Essen-Heisingen.

## Allgemeines
Die ehemalige Kleinzeche Plaetzgesbank in Essen-Heisingen, einst zwischen Ostpreußenstraße und Wuppertaler Straße gelegen, ist weitestgehend aus dem Bewusstsein der Zechenliebhaber und bergbauforschenden Menschen verschwunden. Sie blieb die einzige Zeche in Essen-Heisingen, die bis zum Schluss nicht zu Carl Funke gehörte. Vielleicht ist das der Grund für deren mehr oder weniger stiefmütterliche Behandlung, selbst bei bergbaulichen Führungen in diesem ehemals vom Steinkohlenbergbau geprägten Gebiet. Abgebaut wurden die Flöze Mausegatt, Kreftenscheer 2 und Geitling. Die Kohlevorkommen der Flöze Mausegatt und Kreftenscheer 2 gingen Mitte der 1950er Jahre in absehbarer Zeit dem Ende entgegen, und für Flöz Geitling galt Ähnliches. Deshalb wurde schon 1956 ein Abbauvertrag über Flöz Geitling innerhalb des Geviertfeldes der Zeche Heinrich mit der Heinrich B. A. G. abgeschlossen. Plaetzgesbank hatte zeit ihres Daseins immer wieder mit, nicht nur finanziellen, Problemen zu kämpfen, die sich selbst nach deren Stilllegung mit dem Abriss, der ordnungsgemäßen Wiederherstellung der Tagesoberfläche und der letztendlichen Auszahlung der Sicherheit noch bis zum endgültigen Ende 1964 fortsetzten. Die auf Plaetzgesbank abgebaute, hervorragende Anthrazitkohle war als Hausbrand kaum geeignet, denn sie entwickelte eine ungeheure Hitze, die über Kurz oder Lang die Öfen kaputt brannte. Als Energielieferant war sie allerdings weit über die Grenzen Essens hinaus begehrt. Einmal in der Woche standen sogar Lkws aus Brüssel auf dem Kohlenplatz unterhalb des Kohlenbunkers, um im Auftrag der „Staatliche Münze Belgien“ Kohle zu laden.

## Benutzte Literatur
- Jahrbuch für den Ruhrkohlenbezirk, Essen, jeweils verschiedene Jahrgänge
- Jahrbuch des deutschen Bergbaus, Essen, jeweils verschiedene Jahrgänge
- Horst Detering: Von Abendlicht bis Zwergmutter - 400 Jahre Bergbau in Heisingen. 1. Auflage. Klartext, Essen 1998, ISBN 3-88474-739-8.
- Joachim Huske: Die Steinkohlenzechen im Ruhrrevier. Daten und Fakten von den Anfängen bis 2005. 3. überarbeitete und erweiterte Auflage. Deutsches Bergbau-Museum Bochum, Bochum 2006, ISBN 3-937203-24-9.
- Peter Nowacki: Charlotte Collin und die Kleinzeche Plaetzgesbank. 1. Auflage. CreateSpace Independent Publishing Platform, Essen 2016, ISBN 978-1-5307-8269-7.